# Иванковцы (Черновицкая область)
Ива́нковцы (укр. Іванківці) — село в Кицманской городской общине Черновицкого района Черновицкой области Украины.

## История
В июле 1995 года Кабинет министров Украины утвердил решение о приватизации находившейся здесь ПМК № 2.
Население по переписи 2001 года составляло 1388 человек.
До 2020 года входило в Кицманский район